# Van Glymes

Wapen van de familie Van Glymes

Het geslacht Van Glymes is een adellijk geslacht waarvan de wortels teruggaan tot een bastaardzoon van Jan II van Brabant. Deze zoon staat bekend als Jan van Cordekin. De moeder van Jan van Cordekin was vermoedelijk Elisabeth van Cordekin ook wel genoemd Isabelle van Cortygin. De naam verwijst naar het Waals-Brabantse dorpje Glimes. 
Vele leden van dit geslacht vervulden hoge diplomatieke en kerkelijke functies. Hieronder vond men tevens heren en markiezen van Bergen op Zoom, heren en graven van Walhain, kasteelheren van Croy, stadhouders van Henegouwen, landdrosten van Brabant en prins-bisschoppen van Luik. De huidige afstammelingen dragen de naam de Glymes de Hollebecque.

## Genealogie

### Eerste generatie
1. Jan van Cordekin (1298-1340) heer van Glymes, gehuwd in 1320 met een onbekende vrouw. Het kind was Jacques van Glymes,

### Tweede generatie
2. Jacques van Glymes (1320-??), gehuwd in 1340 met een onbekende vrouw. Hun kind was Jan van Glymes.

### Derde generatie
3. Jan van Glymes (1340-1379), gehuwd in 1360 met Isabella van Walhain. Hun kind was Jan van Glymes.

### Vierde generatie
4. Jan van Glymes (1360-1428), gehuwd in 1390 met Isabella de Grez. Hun kinderen waren:

### Vijfde generatie
5.1. Boudewijn van Glymes (1390-1452)
5.2 Jan I van Glymes (1390-1427), heer van Bergen op Zoom, gehuwd in 1418 met Johanna van Boutersem , kinderen: 6.2.1 t/m 6.2.4.
5.3. Agnes van Glymes (1400-1460), gehuwd in 1419 met Frederik van Brandenburg

### Zesde generatie
6.2.1. Jan II van Glymes (1417-1494), heer van Bergen op Zoom, bastaarddochter 7.2.1.1., gehuwd in 1444 met Margaretha van Rouveroy. Kinderen: 7.2.1.1. t/m 7.2.1.3.
6.2.2. Jacoba van Glymes (1420-1462), gehuwd in 1438 met Hendrik van Wittem van Beersel
6.2.3. Filips van Glymes (1420-1464), heer van Grimbergen, gehuwd in 1440 met Johanna van Hamal van Elderen. Kinderen: 7.2.3.1. t/m 7.2.3.3.
6.2.4. Elisabeth van Glymes (1425-1458), gehuwd in 1448 met Adriaan van Kruiningen

### Zevende generatie

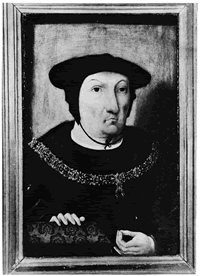
Jan III van Glymes

7.2.1.1. Johanna van Glymes (1451-1518).
7.2.1.2. Jan III van Glymes (1452-1532), heer van Bergen op Zoom, gehuwd in 1487 met Adriana de Brimeu, kinderen 8.2.1.2.1 t/m 8.2.1.2.5.
7.2.1.3. Cornelis van Glymes (1458-1508), heer van Grevenbroek, Merlet en Schijndel. Gehuwd in 1481 met Maria Margaretha van Zevenbergen. Kinderen: 8.2.1.3.1. t/m 8.2.1.3.4. Bovendien bastaarddochter 8.2.1.3.5.
7.2.3.1. Jacobus van Glymes, heer van Grimbergen: gehuwd in 1475 met Isabella van Boshuizen. Kind: 8.2.3.1.1.
7.2.3.2. Jossine van Glymes (1450-??), gehuwd in 1469 met Pierre de Lannoy
7.2.3.3. Anna van Glymes (1450-1500), gehuwd in 1476 met Filips van Spangen

### Achtste generatie
8.2.1.2.1. Jan van Glymes van Bergen (1489-1514), heer van Walhain, gehuwd in 1485 met Anna van Beveren.
8.2.1.2.2. Anna van Glymes van Bergen (1492-1541), gehuwd in 1509 met Adolf van Bourgondië.
8.2.1.2.3. Adriana van Glymes van Bergen (1495-1524), gehuwd in 1514 met Filips I van Nassau-Wiesbaden-Idstein
8.2.1.2.4. Filips van Glymes van Bergen (1498-1525), heer van Walhain, bastaarddochter 9.2.1.2.4.
8.2.1.2.5. Anton van Glymes, markies van Bergen op Zoom en graaf van Walhain. Gehuwd in 1520 met Jacqueline van Croy. 
Kinderen: 9.2.1.2.5.1. t/m 9.2.1.2.5.4.
8.2.1.3.1. Margaretha van Glymes (1481-1551), gehuwd in 1500 met Floris van Egmont (1469-1539).
8.2.1.3.2. Maria van Glymes (1490-1566), gehuwd in 1513 met Louis de Ligne Barbancon
8.2.1.3.3. Maximiliaan van Glymes (1490-1522), heer van Zevenbergen, Merlet en Heeswijk. Gehuwd in 1517 met Anna van de Gracht.
8.2.1.3.4. Cornelis van Glymes (1490-1560), was kanunnik, prins-bisschop van Luik en heer van Zevenbergen.
8.2.1.3.5. Geertrui van Bergen (1510-1541), gehuwd in 1535 met Otto van Assendelft.
8.2.3.1.1 Johanna van Glymes (...-1532) gehuwd met Adriaen van Reymerswale (...-1534) heer van Lodijke, Nieuw-Strijen, Weidene en Severgem.

### Negende generatie
9.2.1.2.4. Johanna van Glymes van Bergen (1520-1601), gehuwd in 1535 met Hendrik van Nassau van Merwen.
9.2.1.2.5.1. Anna van Glymes van Bergen (1525-1563), gehuwd in 1543 met Robert van de Mark Arenberg, gehuwd in 1545 met Hendrik van Montfoort.
9.2.1.2.5.2. Jan IV van Glymes van Bergen (1528-1567), markies van Bergen op Zoom, gehuwd in 1550 met Maria de Lannoy.
9.2.1.2.5.3. Robert van Glymes van Bergen (1530-1565), graaf van Walhain en prins-bisschop van Luik.
9.2.1.2.5.4. Mencia van Glymes van Bergen (1535-1561), vrouwe van Walhain, gehuwd in 1558 met Johan IX van Merode-Petersheim.

## Wapenschilden

Oudste wapen
Wapen van Johanna van Boutersem
Wapen vanaf Jan II
Wapen van de heren van Zevenbergen